# Yvon Rivard
Pour les articles homonymes, voir Rivard.
Yvon Rivard, né le 20 août 1945 à Sainte-Thècle, un petit village de la Mauricie, est un écrivain et professeur québécois.

## Biographie
Il amorce ses études supérieures en littérature à l'université McGill et les poursuit à La Sorbonne, puis à l'université d'Aix-en-Provence, où il décroche, en 1971, un doctorat en littérature française. La même année, il obtient un poste de professeur à l'université du Vermont qu'il quitte en 1973 pour accepter un poste à Montréal. Il enseigne la création littéraire et la littérature à l'Université McGill jusqu'à sa retraite en 2008.
Chroniqueur littéraire à Radio-Canada, il est également secrétaire de rédaction de la revue Liberté.
Il attire l'attention de la critique avec la parution de ses deux premiers romans (Mort et naissance de Christophe Ulric, en 1976 et L'Ombre et le Double, en 1979), mais c'est à partir de Les silences du corbeau (1985) qu'il trouve sa voie romanesque et son public.
Il est lauréat du prix du Gouverneur général 1986 pour son troisième roman Les Silences du corbeau. Ses romans suivants, Le Milieu du jour (1995) et Le Siècle de Jeanne (2005), décrochent tous deux, à dix ans d'intervalle, le Grand prix du livre de Montréal.
Essayiste québécois majeur, il est lauréat du prix Gabrielle-Roy 1994 pour Le Bout cassé de tous les chemins, du prix Jean-Éthier-Blais 2007 pour Personne n'est une île, du prix du Gouverneur général 2013 pour Aimer, enseigner et du prix Pierre-Vadeboncoeur pour Le chemin de l'école.
Le fil conducteur de son œuvre réside dans une écriture sensible témoignant d'un constante préoccupation pour autrui,. Ses écrits ont parfois été rapprochés de ceux de Léo-Paul Desrosiers.

## Œuvres

### Romans
- Mort et naissance de Christophe Ulric, Montréal, Éditions La Presse, 1976, 203 p.  (ISBN 0777701413 et 9780777701416) ; réédition, Montréal, Leméac, coll. « Poche Québec » no 12, 1986, 283 p.  (ISBN 2-76093-411-X)
- L'Ombre et le Double, Montréal, Stanké, 1979, 247 p.  (ISBN 2760400212 et 9782760400214) ; réédition, Montréal, Boréal, coll. « Boréal compact » no 75, 1996, 235 p.  (ISBN 2-89052-762-X)
- Les Silences du corbeau, Montréal, Boréal, 1986, 268 p.  (ISBN 2-89052-167-2) ; réédition, Boréal, coll. « Boréal compact » no 92, 1998, 265 p.  (ISBN 2-89052-933-9)
- Le Milieu du jour, Montréal, Boréal, 1995, 330 p.  (ISBN 2-89052-726-3)
- Le Siècle de Jeanne, Montréal, Boréal, 2005, 408 p.  (ISBN 2-7646-0321-5)
- Le dernier chalet, Montréal, Leméac, 2018, 206 p.  (ISBN 9782760947719 et 2760947718)

### Essais
- Pierre Vadeboncœur, un homme libre (en collaboration), Montréal, Leméac, 1974, 445 p.  (ISBN 978-2-7609-6075-6)
- L'Imaginaire et le quotidien : essai sur les romans de Georges Bernanos, Paris, Minard, coll. « Bibliothèque Bernanos », 1978, 255 p.  (ISBN 2256907929 et 9782256907920)
- Le Bout cassé de tous les chemins, Montréal, Boréal, 1993, 216 p.  (ISBN 2-89052-554-6)
- Personne n'est une île, 2006, Montréal, Boréal, 264 p.  (ISBN 978-2-7646-0467-0)
- Une idée simple, Montréal, Boréal, 2010, 246 p.  (ISBN 978-2-7646-2026-7)
- Aimer, enseigner, Montréal, Boréal, 2012, 208 p.  (ISBN 978-2-7646-2204-9)
- Exercices d’amitié, Montréal, Leméac, 2015, 277 p.  (ISBN 9782760994539)
- Le chemin de l'école, Montréal, Leméac, 2019, 125 p.  (ISBN 978-2-7609-3674-4)

### Poésie
- Frayère, 1976, 1132915204

### Articles (sélection)
- « Le cinéma et la paix », Contre-jour,‎ automne 2006, p. 231-235 (lire en ligne).
- « Le cœur pur de Clarissa », Études françaises, vol. 46, no 1,‎ 2010, p. 77-96 (lire en ligne).
- « Ralentir travaux : ce qui manque à l'éducation pour nous apprendre à vivre »,  Liberté, no 311,‎ printemps 2016, p. 22-25 (lire en ligne).
- « Nouvelles de l’autre royaume », L'Inconvénient, no 79,‎ hiver 2020, p. 32-35 (lire en ligne).

## Prix et honneurs[1]
- 1986 - Prix du Gouverneur général, Les Silences du corbeau
- 1994 - Prix Gabrielle-Roy, Le Bout cassé de tous les chemins
- 1996 - Grand prix du livre de Montréal, Le Milieu du jour
- 2005 - Grand prix du livre de Montréal, Le Siècle de Jeanne
- 2007 - Prix Jean-Éthier-Blais, Personne n'est une île
- 2013 - Prix du Gouverneur général, Aimer, enseigner
- 2019 - Prix Pierre-Vadboncoeur, Le chemin de l'école
- 2020 - Prix Jacques-Brossard du Centre québécois du P.E.N. international, pour l'ensemble de l'oeuvre[7].
- 2021 - Prix Adagio, pour l'ensemble de l'oeuvre.